# Appellate Jurisdiction Act 1876
Der Appellate Jurisdiction Act 1876 war ein Gesetz im Vereinigten Königreich, das in Bezug auf Berufungsverfahren die rechtsprechende Zuständigkeit des House of Lords regelte. Mit dem Constitutional Reform Act 2005, der unter anderem die Zuständigkeit von Berufungsverfahren neu regelte und auf den Supreme Court des Landes übertrug, wurde der Appellate Jurisdiction Act außer Kraft gesetzt.
Der Appellate Jurisdiction Act, der am 11. August 1876 in Kraft trat, regelte ursprünglich, dass das House of Lords als letzte Berufungsinstanz für folgende Gerichte galt:
- Her Majesty's Court of Appeal in England (Berufungsgericht ihrer Majestät in England),
- jedem Gericht in Schottland, oder direkt, wenn per Gesetz oder Statuten das House of Lords zuständig war,
- jedem Gericht in Irland, oder direkt, wenn per Gesetz oder Statuten das House of Lords zuständig war.

Darüber hinaus erfolgte durch das Appellate Jurisdiction Act die Berufung der Lordrichter (Lord of Appeal in Ordinary), die als Life Peers Mitglied des House of Lords wurden.

## Law Lords
1. Colin Blackburn, Baron Blackburn (1813–1896) (Law Lord ab 1876)
2. Edward Gordon, Baron Gordon of Drumearn (1814–1879) (Law Lord ab 1876)
3. William Watson, Baron Watson (1827–1899) (Law Lord ab 1880)
4. John Fitzgerald, Baron Fitzgerald (1816–1889) (Law Lord ab 1882)
5. Edward Macnaghten, Baron Macnaghten (1830–1913) (Law Lord ab 1887)
6. Michael Morris, 1. Baron Killanin (1826–1901) (Law Lord ab 1889)
7. James Hannen, Baron Hannen (1821–1894) (Law Lord ab 1891)
8. Charles Bowen, Baron Bowen (1831–1894) (Law Lord ab 1893)
9. Charles Russell, Baron Russell of Killowen (1832–1900) (Law Lord ab 1894)
10. Horace Davey, Baron Davey (1833–1907) (Law Lord ab 1894)
11. James Robertson, Baron Robertson (1845–1909) (Law Lord ab 1899)
12. Nathaniel Lindley, Baron Lindley (1828–1921) (Law Lord ab 1900)
13. John Atkinson, Baron Atkinson (1844–1932) (Law Lord ab 1905)
14. Richard Collins, Baron Collins (1842–1911) (Law Lord ab 1907)
15. Thomas Shaw, 1. Baron Craigmyle (1850–1937) (Law Lord ab 1909)
16. William Robson, Baron Robson (1852–1918) (Law Lord ab 1910)
17. John Fletcher Moulton, Baron Moulton (1844–1921) (Law Lord ab 1912)
18. Robert Parker, Baron Parker of Waddington (1857–1918) (Law Lord ab 1913)
19. Andrew Murray, 1. Viscount Dunedin (1849–1942) (Law Lord ab 1913, bereits seit 1905 MdHoL)
20. John Hamilton, 1. Viscount Sumner (1859–1934) (Law Lord ab 1913)
21. George Cave, 1. Viscount Cave (1856–1928) (Law Lord ab 1919)
22. Edward Carson (1854–1935) (Law Lord ab 1921)
23. Robert Younger, Baron Blanesburgh (1861–1946) (Law Lord ab 1923)
24. James Atkin, Baron Atkin (1867–1944) (Law Lord ab 1928)
25. Thomas Tomlin, Baron Tomlin (1867–1935) (Law Lord ab 1929)
26. William Watson, Baron Thankerton (1873–1948) (Law Lord ab 1929)
27. Frank Russell, Baron Russell of Killowen (1867–1946) (Law Lord ab 1929)
28. Hugh Macmillan, Baron Macmillan (1873–1952) (Law Lord ab 1930, erneute Ernennung 1941)
29. Robert Wright, Baron Wright (1869–1964) (Law Lord ab 1932, erneute Ernennung 1937)
30. Frederic Maugham, 1. Viscount Maugham (1866–1958) (Law Lord ab 1935, erneute Ernennung 1939)
31. Alexander Roche, Baron Roche (1871–1956) (Law Lord ab 1935)
32. Mark Romer, Baron Romer (1866–1944) (Law Lord ab 1938)
33. Samuel Porter, Baron Porter (1877–1956) (Law Lord ab 1938)
34. Gavin Simonds, 1. Viscount Simonds (1881–1971) (Law Lord ab 1944, erneute Ernennung 1954)
35. Raynor Goddard, Baron Goddard (1877–1971) (Law Lord ab 1944)
36. Augustus Uthwatt, Baron Uthwatt (1879–1949) (Law Lord ab 1946)
37. Herbert du Parcq, Baron du Parcq (1880–1949) (Law Lord ab 1946)
38. Wilfrid Normand, Baron Normand (1884–1962) (Law Lord ab 1947)
39. Geoffrey Lawrence, 1. Baron Oaksey (1880–1971) (Law Lord ab 1947)
40. Fergus Morton, Baron Morton of Henryton (1887–1973) (Law Lord ab 1947)
41. John MacDermott, Baron MacDermott (1896–1979) (Law Lord ab 1947)
42. James Reid, Baron Reid (1890–1975) (Law Lord ab 1948)
43. Wilfred Greene, 1. Baron Greene (1883–1952) (Law Lord ab 1949, bereits seit 1941 MdHoL)
44. Cyril Radcliffe (1899–1977) (Law Lord ab 1949)
45. Frederick Tucker, Baron Tucker (1888–1975) (Law Lord ab 1950)
46. Cyril Asquith, Baron Asquith of Bishopstone (1890–1954) (Law Lord ab 1951)
47. Lionel Cohen, Baron Cohen (1888–1973) (Law Lord ab 1951)
48. James Keith, Baron Keith of Avonholm (1886–1964) (Law Lord ab 1953)
49. Donald Somervell, Baron Somervell of Harrow (1889–1960) (Law Lord ab 1954)
50. Alfred Denning (1899–1999) (Law Lord ab 1957)
51. David Jenkins, Baron Jenkins (1899–1969) (Law Lord ab 1959)
52. John Morris, Baron Morris of Borth-y-Gest (1896–1979) (Law Lord ab 1960)
53. Charles Hodson, Baron Hodson (1895–1984) (Law Lord ab 1960)
54. Christopher Guest, Baron Guest (1901–1984) (Law Lord ab 1961)
55. Patrick Devlin, Baron Devlin (1905–1992) (Law Lord ab 1961)
56. Raymond Evershed, 1. Baron Evershed (1899–1966) (Law Lord ab 1962, bereits seit 1956 MdHoL)
57. Edward Pearce, Baron Pearce (1901–1990) (Law Lord ab 1962)
58. Gerald Upjohn, Baron Upjohn (1903–1971) (Law Lord ab 1963)
59. Terence Donovan, Baron Donovan (1898–1971) (Law Lord ab 1964)
60. Richard Wilberforce, Baron Wilberforce (1907–2003) (Law Lord ab 1964)
61. Colin Pearson, Baron Pearson (1899–1980) (Law Lord ab 1965)
62. Kenneth Diplock, Baron Diplock (1907–1985) (Law Lord ab 1968)
63. Reginald Manningham-Buller, 1. Viscount Dilhorne (1905–1980) (Law Lord ab 1969, bereits seit 1962 MdHoL)
64. Geoffrey Cross, Baron Cross of Chelsea (1904–1989) (Law Lord ab 1971)
65. Jocelyn Simon, Baron Simon of Glaisdale (1911–2006) (Law Lord ab 1971, bereits seit 1971 MdHoL)
66. Charles Shaw, Baron Kilbrandon (1906–1989) (Law Lord ab 1971)
67. Cyril Salmon, Baron Salmon (1903–1991) (Law Lord ab 1972)
68. Edmund Davies, Baron Edmund-Davies (1906–1992) (Law Lord ab 1974)
69. Ian Fraser, Baron Fraser of Tullybelton (1911–1989) (Law Lord ab 1975)
70. Charles Ritchie Russell, Baron Russell of Killowen (1908–1986) (Law Lord ab 1975)
71. Henry Keith, Baron Keith of Kinkel (1922–2002) (Law Lord ab 1977)
72. Leslie Scarman, Baron Scarman (1911–2004) (Law Lord ab 1977)
73. Geoffrey Lane, Baron Lane (1918–2005) (Law Lord ab 1979)
74. Eustace Roskill, Baron Roskill (1911–1996) (Law Lord ab 1980)
75. Nigel Bridge, Baron Bridge of Harwich (1917–2007) (Law Lord ab 1980)
76. Henry Brandon, Baron Brandon of Oakbrook (1920–1999) (Law Lord ab 1981)
77. John Brightman, Baron Brightman (1911–2006) (Law Lord ab 1982)
78. Sydney Templeman, Baron Templeman (1920–2014) (Law Lord ab 1982)
79. Hugh Griffiths, Baron Griffiths (1923–2015) (Law Lord ab 1985)
80. James Mackay, Baron Mackay of Clashfern (* 1927) (Law Lord ab 1985, bereits seit 1979 MdHoL)
81. Desmond Ackner, Baron Ackner (1920–2006) (Law Lord ab 1986)
82. Peter Oliver, Baron Oliver of Aylmerton (1921–2007) (Law Lord ab 1986)
83. Robert Goff, Baron Goff of Chieveley (1926–2016) (Law Lord ab 1986)
84. Charles Jauncey, Baron Jauncey of Tullichettle (1925–2007) (Law Lord ab 1988)
85. Robert Lowry, Baron Lowry (1919–1999) (Law Lord ab 1988, bereits seit 1979 MdHoL)
86. Nicolas Browne-Wilkinson, Baron Browne-Wilkinson (1930–2018) (Law Lord ab 1991)
87. Michael Mustill, Baron Mustill (1931–2015) (Law Lord ab 1992)
88. Gordon Slynn, Baron Slynn of Hadley (1930–2009) (Law Lord ab 1992)
89. Harry Woolf (* 1933) (Law Lord ab 1992)
90. Anthony Lloyd, Baron Lloyd of Berwick (1929–2024) (Law Lord ab 1993)
91. Michael Nolan, Baron Nolan (1928–2007) (Law Lord ab 1994)
92. Donald Nicholls, Baron Nicholls of Birkenhead (1933–2019) (Law Lord ab 1994)
93. Johan Steyn, Baron Steyn (1932–2017) (Law Lord ab 1995)
94. Leonard Hoffmann, Baron Hoffmann (* 1934) (Law Lord ab 1995)
95. James Clyde, Baron Clyde (1932–2009) (Law Lord ab 1996)
96. David Hope, Baron Hope of Craighead (* 1938) (Law Lord ab 1995, bereits seit 1995 MdHoL)
97. Brian Hutton, Baron Hutton (1931–2020) (Law Lord ab 1997)
98. Mark Saville, Baron Saville of Newdigate (* 1936) (Law Lord ab 1997)
99. John Hobhouse, Baron Hobhouse of Woodborough (1932–2004) (Law Lord ab 1998)
100. Peter Millett, Baron Millett (1932–2021) (Law Lord ab 1998)
101. Nicholas Phillips, Baron Phillips of Worth Matravers (* 1938) (Law Lord ab 1999, erneute Ernennung 2008)
102. Thomas Henry Bingham (1933–2010) (Law Lord ab 2000, bereits seit 1996 MdHoL)
103. Richard Scott, Baron Scott of Foscote (* 1934) (Law Lord ab 2000)
104. Alan Rodger, Baron Rodger of Earlsferry (1944–2011) (Law Lord ab 2001, bereits seit 1992 MdHoL)
105. Robert Walker, Baron Walker of Gestingthorpe (1938–2023) (Law Lord ab 2002)
106. Brenda Hale, Baroness Hale of Richmond (* 1945) (Law Lord ab 2004, erste Frau in einer solchen Position)
107. Robert Carswell, Baron Carswell (1934–2023) (Law Lord ab 2004)
108. Simon Brown, Baron Brown of Eaton-under-Heywood (1937–2023) (Law Lord ab 2004)
109. Jonathan Mance, Baron Mance (* 1943) (Law Lord ab 2005)
110. David Neuberger, Baron Neuberger of Abbotsbury (* 1948) (Law Lord ab 2007)
111. Lawrence Collins, Baron Collins of Mapesbury (* 1941) (Law Lord ab 2009)
112. Brian Kerr, Baron Kerr of Tonaghmore (1948–2020) (Law Lord ab 2009)

## Nachfolger der Law Lords
Keine Mitglieder des House of Lords von Amts wegen, aber als Richter am Supreme Court Nachfolger der Law Lords sind:
1. Anthony Clarke, Baron Clarke of Stone-cum-Ebony (* 1943) (seit 2009)
2. John Dyson (* 1943) (2010–2012)
3. Nicholas Wilson, Lord Wilson of Culworth (* 1945) (seit 2011)
4. Jonathan Sumption (* 1948) (seit 2012)
5. Robert Reed, Lord Reed (* 1956) (seit 2012)
6. Robert Carnwath, Lord Carnwath of Notting Hill (* 1945) (seit 2012)